# Foto-finitura
Con il termine foto-finitura (photo-finishing in lingua inglese) si identificano i seguenti servizi combinati di produzione di massa commerciale, controllo qualità, elaborazione degli ordini e la consegna delle commissioni fotografiche.

## Caratteristiche
Questo avviene tramite l'ausilio di attrezzature e tecniche di riproduzione fotografica. La produzione di massa commerciale viene effettuata da grandi laboratori industriali. Il controllo qualità e dei prezzi viene effettuato dai punti vendita dove il prodotto finale viene acquistato dal cliente. Nel tempo grazie alle nuove tecnologie oltre al servizio di stampa si sono aggiunti altri servizi come la personalizzazione di oggetti vari come puzzle, calendari, foto-libri, cuscini, tele, tazze, portachiavi con impresse le proprie fotografie.
Grazie all'evoluzione  del settore anche piccoli negozi sono in grado di fornire servizi di stampa e di finitura fotografica in pochi minuti. Molti operatori offrono servizi fotografici su internet. Il cliente può caricare le proprie immagini digitali elaborarle, scegliere il prodotto, e infine farselo spedire per posta direttamente a casa propria. La maggior parte dei fornitori di servizi di fotografici on-line offrono oltre alle stampe fotografiche anche una varietà di altri prodotti che il cliente può creare online come: calendario fotografico, poster, tazza, album fotografici, puzzle o T-shirt.